# 北鄂霍次克
北鄂霍次克（日语：／）是日本北海道道北、鄂霍次克海側北部區域名稱，包含了稚內市（鄂霍次克海側）、猿拂村、濱頓別町、枝幸町等宗谷綜合振興局管理區域。枝幸、濱頓別、猿拂等町村另設有總面積3927公頃的北鄂霍次克道立自然公園，保護當地湖沼、濕地、原生花園等的自然生態。

## 地理
北鄂霍次克位於地處亞寒帶的北海道東北部，面鄂霍次克海，氣候惡劣。
明治時期以後開始有人定居和開發，然而濕地遍布、土地貧脊與寒冷的氣候不宜稻作、旱作等農業活動。因此，聚落主要集中在各町漁港附近與濱頓別町及枝幸町中心，大部分為酪農地、荒涼的原野、濕地、沼澤等。
冬季的1月中旬至下旬，鄂霍次克海沿岸開始出現流冰，至3月底以前，海岸基本上皆被流冰覆蓋。當岸邊全被流冰覆蓋時，宛如一片冰原，陸地部分的氣溫也更為降低。
如此荒涼的海岸（北鄂霍次克海岸）也被選入「日本秘境百選」。

## 自然
北鄂霍次克保留了幾乎未受破壞的沼澤和原生花園。如濱頓別町有屈茶路湖，猿拂原野有淺茅野濕地、モケウニ沼、神沼等。整體屬於低位沼澤或中位沼澤，可見山鳶尾、白毛羊鬍子草等植物。猿拂原野則被選為日本重要濕地500選。
濱頓別町的屈茶路湖是著名的小天鵝過冬地。流冰季節還可見特別天然紀念物白尾海鵰、虎頭海鵰等在此過冬。
魚類有天然的遠東哲羅魚在此棲息。

### 北鄂霍次克道立自然公園
北鄂霍次克道立自然公園在1968年（昭和43年）成立。域內有北鄂霍次克地域的湖沼（屈茶路湖、神沼、モケウニ沼等）與エサヌカ原生花園、ベニヤ原生花園等自然植物群落。在花季，特別是6月至8月，猿拂村的エサヌカ原生花園可見玫瑰、蝦夷透百合等高山性花卉綻放。エサヌカ原生花園聚集了150種以上的高山性、北方性植物。除了原生花園以外，在路旁或原野也可見到各種高山性植物。

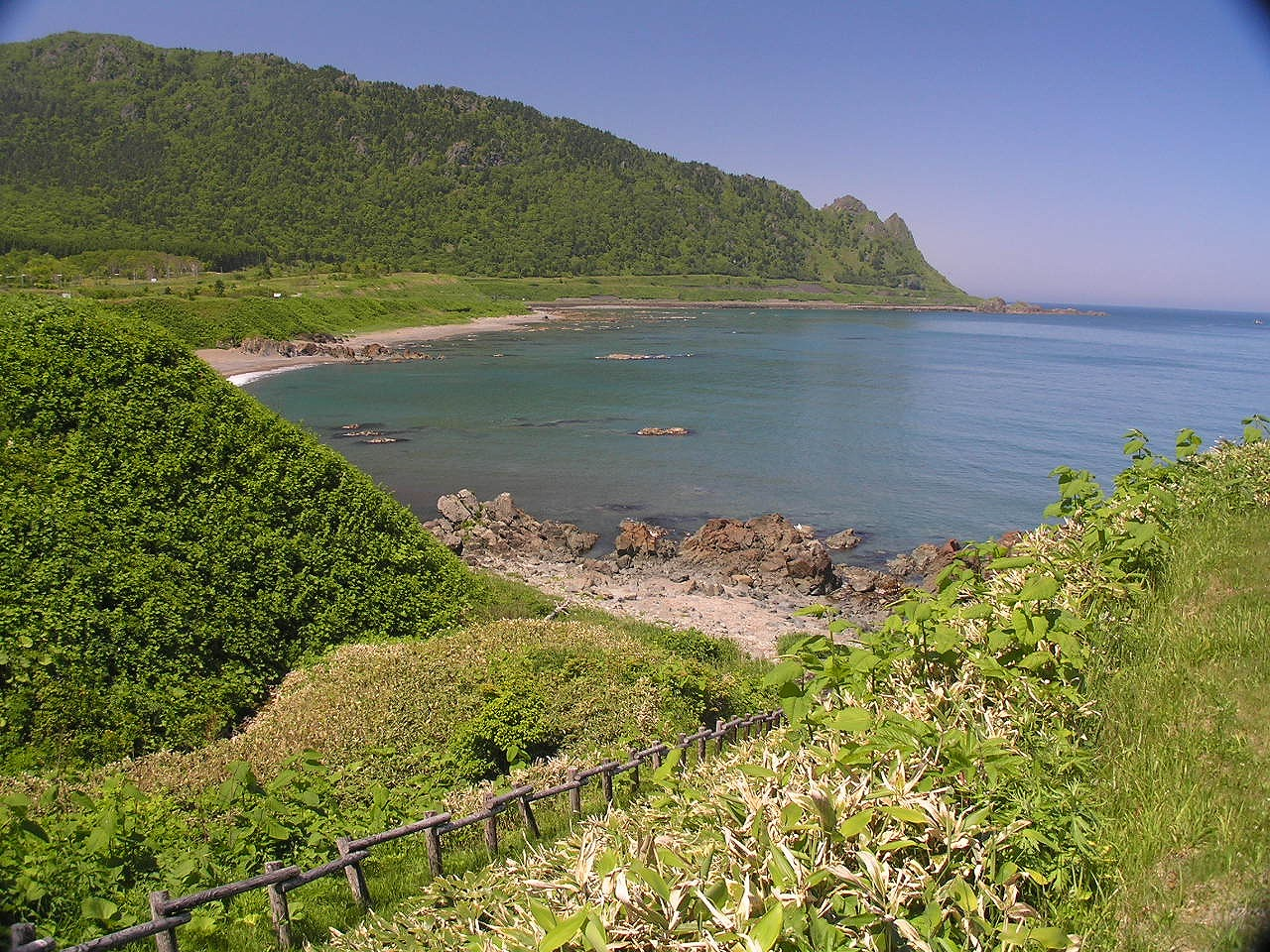
從北見神威岬公園眺望北見神威岬與鄂霍次克海

此外，在海岸線較為單調的北鄂霍次克中，陡峭的北見神威岬（枝幸町）與ウスタイベ千疊岩（枝幸町）等奇景也被納入北鄂霍次克道立自然公園內。

## 產業
北鄂霍次克的原野是廣大的天北原野一部分，在明治時期開始開發，但因氣候惡劣，土壤不適合旱地和水稻種植，農業無法發展。從開拓至昭和50年左右，枝幸町歌登地區、中頓別町等地仍以馬鈴薯栽培為主，之後逐漸轉為酪農業。猿拂村在1963年起專攻酪農業，現在以酪農為主要農業活動。
江戶時代後期至明治時代，漁業以鯡魚為主，但因濫捕造成資源枯竭衰退。透過漁場育成、魚苗孵化培育，以及制定捕撈規範等，現在主要漁獲包含帆立貝、北海道毛蟹、北海道帝王蟹、鉤吻鮭、鱒魚等。其中，帆立貝、北海道毛蟹、鉤吻鮭的捕撈量在日本名列前茅。。
第二次世界大戰中，猿拂村淺茅野地區建有軍用機場淺茅野飛行場，終戰時棄用。

### 淘金熱
明治31年（1898年），枝幸的パンケナイ、ウソタンナイ、ペーチャン川等處發現砂金，淘金者紛紛湧入枝幸。
然而，熱潮僅維持四年左右，淘金者陸續轉往南邊的雄武與紋別（鴻之舞）等地。
現在，濱頓別町內的ウソタンナイ（ウソタン川）設有濱頓別町營的ウソタンナイ砂金採掘公園，可進行淘金體驗與露營等活動。

## 觀光

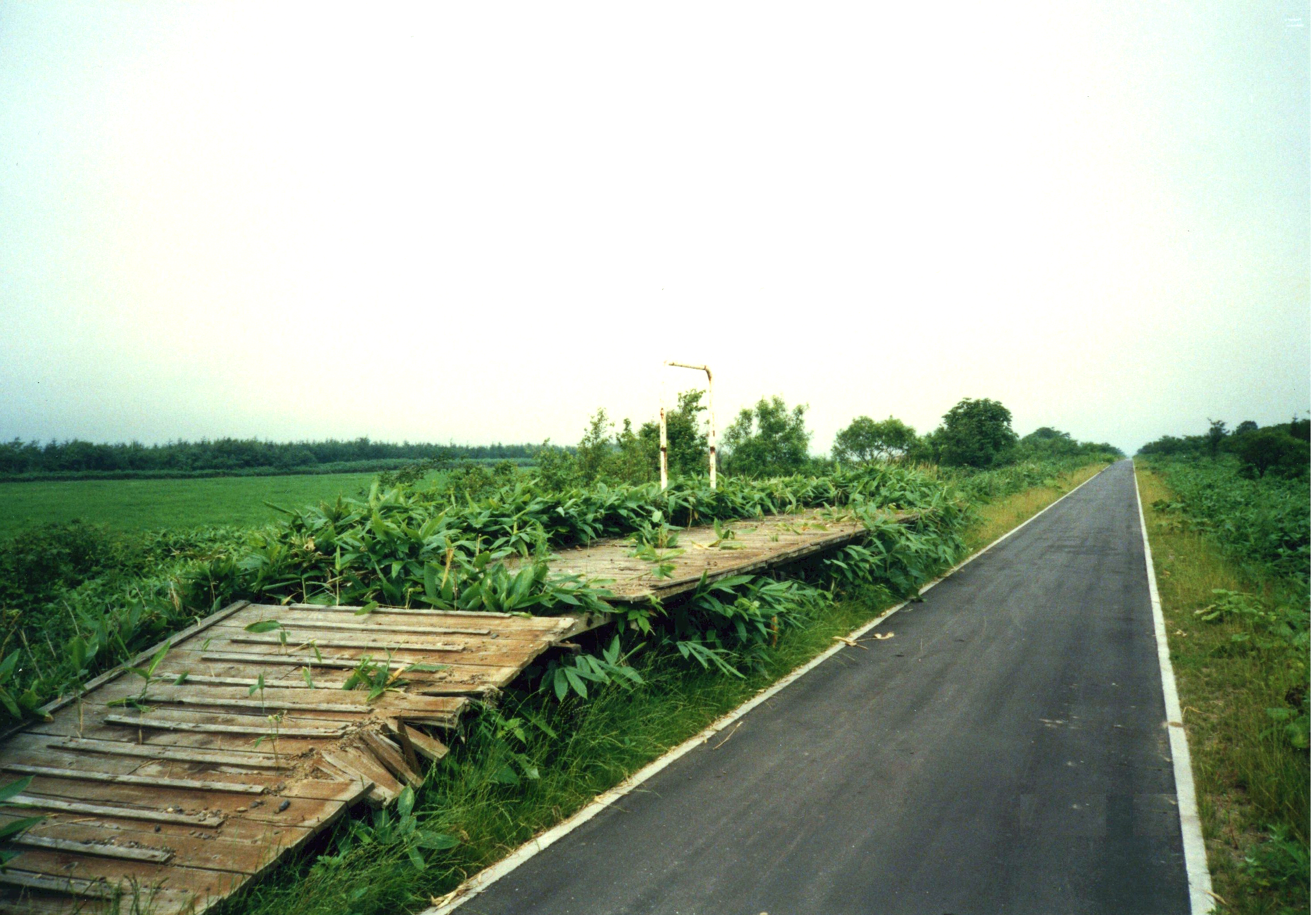
濱頓別～猿拂間的自行車道。猿拂村淺茅野，飛行場前站跡。1993年。

本地區幾乎沒有可以吸引團客等大規模遊客的觀光資源，濕地與原生花園等觀光資源也尚未進行旅遊開發。不過，這也能讓遊客享受原始的自然景色。冬天，流冰覆蓋而成的冰原景色即是觀光資源，沿岸的國道238號亦有行駛觀光巴士。1980年代末期以前，北鄂霍次克的北見枝幸～鬼志別區間的國鐵興濱北線、天北線可觀賞鄂霍次克海景色，但現在都已廢線。
如網走市、宇登呂、紋別市等擁有集客力的城市，提供了破冰船與流冰相關的戶外行程，但缺乏集客力的北鄂霍次克幾乎沒有針對一般觀光客的旅遊活動。
北鄂霍次克海岸線平緩，但在枝幸町的北見神威岬，山塊直逼海岸線，地形陡峭，從斜內山道可從高處跳望鄂霍次克海。國道從北鄂霍次克隧道穿過海岬，隧道出入口旁有條沿著海岸線的舊國道，舊國道旁的公園也可欣賞鄂霍次克海景色。此外，附近還有稱作ウスタイベ千疊岩的奇景。
在花季，エサヌカ原生花園、ベニヤ原生花園等高山植物群落吸引眾多遊客前往賞花。
濱頓別町的屈茶路湖，除了靜謐景色，也是冬季小天鵝的度冬地。湖畔還設有濱頓別溫泉WING、濱頓別自行車總站。從濱頓別町至猿拂村，有條由舊JR天北線改建的自行車道（現在禁止通行），花季可賞花，雪季可越野滑雪。自行車道沿線與近鄰的神沼、モケウニ沼等處可觀賞沼澤與濕地景色、而路旁的飛行場前站跡與鐵道標示等保留了天北線的遺跡。
由於各地設有博物館與歷史資料館等，也吸引許多遊客來此了解該地區的起源和文化。

## 交通
主要道路為國道238號。沒有鐵道，因此公共交通以宗谷巴士為主。宗谷巴士有運行過去天北線及興濱北線的替代巴士。天北線是從中川郡音威子府村宗谷本線音威子府站沿海岸北上至濱頓別町濱頓別站，再從猿拂經內陸的沼川站至南稚內站，1989年廢線。線路部分轉作為自行車道與一般道路。
濱頓別～北見枝幸之間過去有國鐵興濱北線行駛，現在宗谷巴士在並行的國道238號線開設替代巴士。興濱北線沿著北見神威岬的斜內山道行駛，可觀賞鄂霍次克海與流冰，但與南線（雄武站～興部站）一同在1985年廢止。
斜內山道北方是淺灘及岩礁，船運不便。1939年（昭和14年）12月，從馬加丹沿樺太東岸通過宗谷海峡至海參崴的蘇聯船因迪吉爾卡號因暴風雨在猿拂村海馬島擱淺，暴風雨和酷寒的海水造成700人以上死亡。